# پایتون سبز درختی
پایتون سبز درختی (نام علمی: Morelia viridis) نام یک گونه از تیره پایتونان است،زیستگاه اصلی آن در جنگلهای انبوه با پوششی از بوته‌ها ، درختچه‌ها و درختان است. بزرگترین تهدید برای این گونه تخریب زیستگاه به دلیل قطع درختان جنگل است .رنگ بدنش در مخفی شدن و شکار در انبوه برگهای سبز درختان کمک می‌کند.معمولاً در زمان استراحت به دور شاخه می پیچد و سر را در بالا روی شاخه قرار می‌دهد.یک پایتون نسبتاً خشن است و هرگز در رژیم غذاییش پرندگان دیده نشده‌است. معمولاً به رطوبت بسیار زیاد عادت دارد و امروز با روش‌های تحریک به تخم ریزی تعداد نسبتاً زیادی در اسارت تولید می‌شوند که این باعث شده بیشتر در دسترس باشند.